# Stethojulis marquesensis
Stethojulis marquesensis là một loài cá biển thuộc chi Stethojulis trong họ Cá bàng chài. Loài này được mô tả lần đầu tiên vào năm 2000.

## Từ nguyên
Từ định danh của loài được đặt theo tên của nơi đầu tiên phát hiện ra chúng, quần đảo Marquises.

## Phạm vi phân bố và môi trường sống
S. marquesensis có phạm vi phân bố ở Nam Thái Bình Dương. Đây là một loài đặc hữu của quần đảo Marquises. Loài này sống trên nền đáy cát và đá sỏi ở vùng nước nông có độ sâu đến 11 m.

## Mô tả
S. marquesensis có chiều dài cơ thể tối đa được ghi nhận là 8,5 cm.
Cá cái: Nửa trên của đầu và thân trên có màu nâu, lốm đốm các chấm trắng; nửa dưới của thân màu trắng. Có một đường sọc trắng mờ từ mõm băng qua mắt và kết thúc ở bên dưới vây lưng sau. Một dải sọc nâu bắt đầu từ dưới gốc vây ngực kéo dài dọc theo thân dưới và kết thúc ở nửa dưới của cuống đuôi. Trên cuống đuôi có một đốm nâu sẫm, kích thước cỡ con ngươi.
Cá đực: Phần thân từ trên gốc vây ngực đến toàn bộ cuống đuôi có màu ô liu sẫm, chuyển dẫn thành màu sậm đen ở phía sau. Bên dưới gốc vây ngực băng ngang bụng là một dải sọc rộng màu đen. Phần thân dưới còn lại màu trắng. Nửa trên của đầu phớt màu vàng, nửa dưới màu xanh lục hơi vàng với một vùng lớn màu xanh lam sẫm trên mang. Đầu có các vệt sọc lam; cằm có một vết đốm xanh.
Số gai ở vây lưng: 9; Số tia vây ở vây lưng: 11; Số gai ở vây hậu môn: 3; Số tia vây ở vây hậu môn: 11; Số gai ở vây bụng: 1; Số tia vây ở vây bụng: 5.

## Hành vi và tập tính
Thức ăn của S. marquesensis chủ yếu là các loài thủy sinh không xương sống.